# Diedrich Hermann Biederstedt

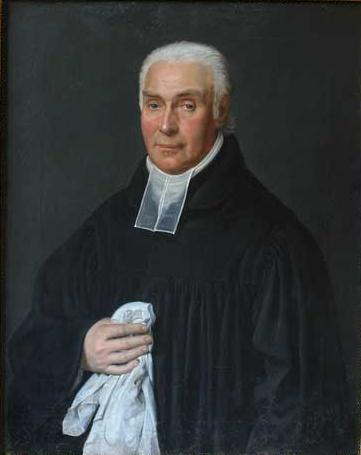
Diedrich Hermann Biederstedt. Porträt von Wilhelm Titel (1824) im Dom zu Greifswald

Diedrich Hermann Biederstedt, auch: Diederich, Dietrich (* 1. November 1762 in Stralsund; † 10. März 1824 in Greifswald) war ein deutscher Theologe, königlich-schwedischer Konsistorialrat und Historiker.

## Leben
Der älteste Sohn des Pächters der Mühle am Stralsunder Kniepertor besuchte ab 1769 das Gymnasium seiner Heimatstadt. Von 1783 bis 1786 studierte er an der Universität Göttingen Theologie. Wegen einer schweren Erkrankung seines Vaters († 1787) kehrte er im Herbst 1786 nach Schwedisch-Pommern zurück, wo er sein Studium an der Universität Greifswald abschloss.
Anschließend bemühte er sich wiederholt erfolglos um eine Pfarrstelle in Stralsund. In dieser Zeit arbeitete er als Hauslehrer bei Stralsunder Familien. 1788 wurde er Magister und auf Empfehlung des aus gesundheitlichen Gründen in den Ruhestand getretenen Vorgängers Julius Gottfried von Aeminga zum Archidiakon am Dom St. Nikolai in Greifswald gewählt. Die Ordination erfolgte 1789. Er wirkte in diesem Amt bis zu seinem Tod und lehnte Stellenangebote aus Hamburg (1796) und Kopenhagen (1802) ab. 1805 verlieh die Universität Göttingen ihm die Ehrendoktorwürde. 1811 wurde er zum Konsistorialrat ernannt.
Biederstedt wohnte unverheiratet mit wenig Personal im Pfarrhaus in der Greifswalder Domstraße 13. Größere Teile des Hauses vermietete er, unter anderem an Wilhelm Malte zu Putbus, der seine Kinder von Biederstedt taufen ließ, und den Oberstleutnant von Klinkowström aus Ludwigsburg. Während der Franzosenzeit verließ er das Pfarrhaus, weil darin napoleonische Offiziere einquartiert worden waren, und vermietete es an seinen Göttinger Kommilitonen, den Hofgerichtsrat Haselberg. Biederstedt bewohnte bis an sein Lebensende zwei Zimmer in der Domstraße 21.
Ludwig Gotthard Kosegarten bezeichnete Biederstedt als berühmtesten Kanzelredner des Landes, als solcher war er aber umstritten. Der Generalsuperintendent Johann Christoph Ziemssen übertrug ihm 1812 die Aufgabe, die Siegesdankpredigt anlässlich des Einzugs Napoleons in Moskau zu halten.
Adolf Häckermann bezeichnete Biederstedts theologische Schriften in der Allgemeinen Deutschen Biographie als „ohne Bedeutung“. Dagegen bescheinigte er seinen biographischen und statistischen Arbeiten „einen hohen sachlichen Wert“. Biederstedt verfasste ab 1787 Rezensionen für die Greifswalder „Neuesten Critischen Nachrichten“. 1794 veröffentlichte er basierend auf den Tauf-, Trau- und Sterberegistern eine Schrift zur Bevölkerungsstatistik. Neben Schriften zur Regionalgeschichte verfasste er viele Kurzbiographien.

## Schriften (Auswahl)
- Geschichte der Nikolaikirche in Greifswald, vorzüglich der Wiederherstellung derselben in den Jahren 1650-1653. Eckhardt, 1808.
- Denkwürdigkeiten aus der Geschichte der Nikolaikirche und Gemeinde zu Greifswald. Eckhardt, 1812.
- Sammlung aller kirchlichen, das Predigtamt, dessen Verwaltung, Verhältnisse, Pflichten und Rechte betreffenden, Verordnungen im Herzogthume Neuvorpommern und Ruerstenthume Rügen. Königliche Regierungs-Buchhandlung, Stralsund 1816. (Digitalisat Teil 1; PDF, 27 MB)
- Beyträge zur Geschichte der Kirchen und Prediger in Neuvorpommern. 
  - Band 1, Greifswald 1818 (Digitalisat).
  - Band 2
  - Band 3, Greifswald 1818 (Digitalisat).
  - Band 4, Greifswald 1819 (Digitalisat).
- Nachlese zu den Beyträgen zur Geschichte der Kirchen und Prediger in Neuvorpommern.
  - Band 1, Greifswald 1818 (Digitalisat).
  - Band 2, Greifswald 1820 (Digitalisat).
- Geist des pomrisch-rügenschen Predigtwesens von der Kirchenverbesserung bis gegen die Mitte des achtzehnten Jahrhunderts, in Auszügen aus den Schriften der angesehensten Prediger im jetzigen Neuvorpommern und im Fürstenthume Rügen. Königliche Regierungs-Buchhandlung, Stralsund 1821. (Digitalisat; PDF, 8,2 MB)
- Nachrichten von den jetzt lebenden Schriftstellern in Neuvorpommern und Rügen. Stralsund, 1822.
- Nachrichten von dem Leben und den Schriften neupomerisch-rügenscher Gelehrten seit dem Anfange des achtzehnten Jahrhunderts bis zum Jahre 1822. Greifswald 1824. (Digitalisat)